# Dmytro Koszakow
Dmytro Anatolijowycz Koszakow (ukr. Дмитро Анатолійович Кошаков; ur. 26 listopada 1974 w Eupatorii) – ukraiński piłkarz grający na pozycji napastnika.

## Kariera piłkarska

### Kariera klubowa
Karierę piłkarską rozpoczął w SK Mikołajów, ale występował tylko w drugiej drużynie. Latem 1997 wyjechał do Mołdawii, gdzie bronił barw klubu Moldova-Gaz Kiszyniów, ale po pół roku powrócił na Ukrainę, gdzie został piłkarzem Krystału Chersoń. Jesienią 1999 wyjechał do Polski. Do przerwy zimowej występował w klubie Amica Wronki, a potem przeszedł do Dyskobolii Grodzisk Wielkopolski. Grał także w Promieniu Opalenica i w Polonii Nowy Tomyśl. 
Na początku 2010 r. przeszedł do Polonii Środa Wielkopolska.
W polskiej I lidze rozegrał 35 meczów (7 w Amice i 28 w Dyskobolii) i strzelił 7 bramek (1 w Amice i 6 w Dyskobolii).